# Dutch Innovation Park

Dutch Innovation Park

Het Dutch Innovation Park is een IT-campus in Zoetermeer waar toegepaste innovaties gericht op onder andere big data, cybersecurity, smart mobility en e-health worden ontwikkeld. De samenwerking en kennisdeling tussen de bedrijven en kennisinstellingen op het terrein creëert synergie en leidt tot innovaties en nieuwe bedrijven.

## Onderdelen
Het Dutch Innovation Park bestaat onder andere uit de volgende onderdelen:
- Dutch Innovation Factory, een clubhuis voor de IT-gemeenschap, waar onder andere enkele opleidingen en het Kenniscentrum Cyber Security van De Haagse Hogeschool is gevestigd.
- Dutch Tech Campus, een campus waar een groot aantal internationaal opererende technologiebedrijven, zoals TNO, Atos en Siemens zijn gevestigd.

Met kennisinstellingen, bedrijven en onderzoek en de verbinding van deze aspecten zorgt Dutch Innovation Park voor een werk- en leeromgeving die innovatie stimuleert.

## Gevestigde bedrijven en oppervlakte
Op het park zijn ruim 70 bedrijven gevestigd, waaronder Siemens, TNO, Atos, Teleplan, Kennisnet, RB.aero, Viba, DGI en Specs. De bedrijven op het park opereren zowel nationaal als internationaal. Het hele park biedt 80.000 m² kantoor- en bedrijfsruimte en is nog in ontwikkeling. Het park ligt vlak bij Station Lansingerland-Zoetermeer.

## Dutch Innovation Community
De partijen op het park zijn verbonden met elkaar. De Dutch Innovation Community, met ruim 80 aangesloten bedrijven, versterkt de samenhang. Onder andere KPN ICT Consulting, Rijks ICT Gilde (onderdeel van Rijksoverheid) en Ortec maken deel uit van de gemeenschap.